# Пыхин, Юрий Георгиевич
Ю́рий Гео́ргиевич Пы́хин (25 октября 1933, Мартышкино, Ленинградская область — 19 апреля 2017, Москва) — советский моряк-подводник, один из первых отечественных гидронавтов. Герой Советского Союза (1973). Капитан 1-го ранга (25.07.1974).

## Биография
Родился 25 октября 1933 года в деревне Мартышкино в семье служащего. Его детство фактически прошло в городе Ораниенбауме, вся жизнь в котором была связана с морем. Как и многие городские мальчишки, он мечтал стать моряком и по окончании восьмого класса в 1949 году поступил в Саратовское военно-морское подготовительное училище в городе Энгельсе.
С июня 1952 года — в ВМФ СССР, курсант 1-го Балтийского высшего военно-морского училища (в мае 1954 года было преобразовано в 1-е Высшее военно-морское училище подводного плавания). Окончив в 1956 году штурманский факультет училища, молодой офицер-подводник получил назначение на Черноморский флот. После недолгого пребывания в офицерском резерве в феврале 1957 года заступил на должность командира минно-торпедной группы БЧ-3 подводной лодки С-66 155-й отдельной бригады подводных лодок. В сентябре того же года был переведён на подводную лодку проекта А615 М-262, на которой служил до февраля 1961 года в должностях командира ракетно-артиллерийской и минно-торпедной боевых частей.
В феврале 1961 года капитан-лейтенант Ю. Г. Пыхин получил назначение на должность помощника командира подводной лодки М-353, откуда в августе того же года был командирован на стажировку в Министерство морского флота СССР. Работая до апреля 1963 года на судах заграничного плавания, Юрий Георгиевич приобрёл практический опыт кораблевождения. По возвращении в Балаклаву он служил помощником командира подводной лодки М-297 27-й отдельной бригады подводных лодок Черноморского флота.
С ноября 1963 года по сентябрь 1964 года проходил обучение в Высших специальных офицерских классах ВМФ, после чего заступил на должность старшего помощника командира субмарины С-229, проходившей модернизацию по проекту 613Д5. После ввода лодки в строй в звании капитана 3-го ранга в марте 1966 года был назначен командиром подводной лодки М-262, на которой он прежде служил командиром БЧ 2/3.
Его многолетняя и безупречная служба на малых подводных лодках стала решающим фактором того, что в августе 1968 года он был отобран в отряд гидронавтов при секретном Главном Управлении глубоководных исследований, которому позднее, в 1976 году, было присвоено открытое название 19-й Центр Министерства обороны СССР. Летом 1972 года он в звании капитана 2-го ранга был прикомандирован к экипажу подводной лодки Б-69 из состава 25-й бригады подводных лодок 4-й учебной дивизии кораблей Ленинградской военно-морской базы, специально переоборудованной под буксировку новейшего глубоководного комплекса «Селигер». Осенью 1972 года лодка совершила боевой поход в Северную Атлантику, в ходе которого экипаж гидронавтов, в составе которого был Ю. Г. Пыхин, произвёл океанические испытания глубоководного аппарата, едва не закончившиеся аварией. В боевых условиях похода при подъёме «Селигера» произошёл обрыв кабель-троса, и возникла реальная опасность потери аппарата вместе с экипажем. Но, к счастью, всё обошлось. В целом ходовые сдаточные испытания комплекса прошли успешно. В ходе испытаний экипаж гидронавтов «Селигера» достиг глубины в 2 000 метров.
За создание, испытание и освоение новой военной техники и проявленные при этом мужество и отвагу указом Президиума Верховного Совета СССР от 19 марта 1973 года командиру корабля, испытателю капитану 2-го ранга Пыхину Юрию Георгиевичу присвоено звание Героя Советского Союза с вручением ордена Ленина и медали «Золотая Звезда». Этим же указом звания Героев присвоены и другим членам экипажа Ю. П. Филипьеву и В. М. Шишкину; эти трое моряков стали первыми отечественными гидронавтами, удостоенными звания Героев Советского Союза.
В сентябре — ноябре 1973 года глубоководный комплекс «Селигер» успешно выполнил ответственное правительственное задание по обнаружению гидрофонов противолодочной системы НАТО SOSUS в Северной Атлантике в районе острова Исландия.
Продолжал службу в военно-морских силах СССР в 19 Центре МО СССР. В апреле 1985 года капитан 1-го ранга Ю. Г. Пыхин уволен в запас. Жил в Москве.
Скончался 19 апреля 2017 года. Похоронен на Митинском кладбище.

## Награды
- Медаль «Золотая Звезда» Героя Советского Союза (19.03.1973)
- орден Ленина (19.03.1973)
- орден За службу Родине в Вооружённых Силах СССР 3 степени (1975)
- медали